# Эльбёф, Шарль де Гиз
Карл III де Гиз (фр. Charles III de Guise), или Карл III Лотарингский (итал. Charles III de Lorraine; 1620[…], Париж — 4 мая 1692, Париж) — 3-й герцог д’Эльбёф (до этого титула носил титул графа д’Аркур-Эльбёф), граф де Лиллебонн, граф де Рьё и барон д’Ансени из Лотарингского дома, пэр Франции.

## Происхождение
Карл III Лотарингский родился в 1620 году во дворце герцогов д’Эльбёф в Париже, во Франции. Он был сыном Карла II Лотарингского, 2 герцога д’Эльбёф, пэра Франции и Екатерины Генриетты де Бурбон, дочери Генриха IV, короля Франции от его фаворитки Габриэль д’Эстре.
Карл III был членом рода де Гиз, который основал Клод I де Гиз, принц Лотарингский, сын герцога Рене II Лотарингского, получивший в 1528 году от Франциска I, короля Франции в апанаж герцогство Гиз и титул пэра Франции.
Его кузеном по линии отца, принадлежавшим к старшей ветви Лотарингского дома, был Луи Лотарингский, граф д’Арманьяк, кузенами по линии матери были Людовик XIV, король Франции и Филипп I де Бурбон, герцог Орлеанский.

## Биография
До смерти отца Карл III Лотарингский носил титул графа д’Аркур-Эльбёфа, а в 1650 году получил титул принца д’Аркура. В 1641—1642 годах служил в Италии и в Пикардии во Франции под командованием своего дяди Анри Лотарингского, графа д’Аркура. Участвовал в Тридцатилетней войне. Вместе с Великим Конде (Луи II де Бурбон-Конде, будущим герцогом Энгиенским) сражался в знаменитой битве при Рокруа в 1643 году. Он принимал участие в битвах при Тьонвилле и Сьерке, в осаде Гравлина в 1644 году, в битве при Нёрдлингене в 1645 году и в осаде Трира.
После смерти отца в ноябре 1657 года, стал третьим герцогом д’Эльбёф и пэром Франции. После 1661 года, король Людовик XIV назначил его генерал-губернатором Пикардии и Артуа.
Он был трижды женат и имел многочисленное потомство, в том числе и незаконнорождённых детей.
Карл III Лотарингский умер 4 мая 1692 года и был похоронен в церкви при монастыре якобинцев в Париже.

## Браки и потомство
7 марта 1648 года Карл III де Гиз, граф д’Аркур-Эльблёф сочетался браком с Анной Елизаветой де Ланнуа (1626 — 03.10.1654), дочерью Карла де Ланнуа, правителя Мотрейя и Анны де Шапе д’Омон. В первом браке у него родились двое детей:
- Анна Елизавета Лотарингская[фр.] (06.08.1649 — 05.08.1714), мадмуазель д’Эльбёф, в апреле 1669 года сочеталась браком с Карлом Генрихом Лотарингским (17.04.1649 — 14.01.1723), графом де Водемон и принцем де Коммерси, внебрачным сыном Карла IV, герцога Лотарингского.
- Карл Лотарингский (02.11.1650 — 1690), шевалье д’Эльбёф, кавалер Мальтийского ордена.

Овдовев в первый раз, 25 августа 1654 года Карл III де Гиз, герцог д’Эльбёф сочетался браком с Елизаветой де Латур д’Овернь (11.05.1635 — 23.10.1680), дочери Федерика Мориса де Латур д’Овернь, герцога Бульонского и Элеоноры де Берг. Во втором браке у него родились шестеро детей:
- Генрих Федерик Лотарингский (26.01.1657 — 21.10.1666), граф де Рьё;
- Мария Элеонора Лотарингская (24.01.1658 — 1731), монахиня-визитантка, аббатиса монастыря святого Иакова в Париже;
- Мария Франсуаза Лотарингская (род. 15.05.1659), монахиня-визитантка, аббатиса монастыря святого Германа в Париже;
- Генрих Лотарингский (07.08.1661 — 17.05.1748), 4 герцог д’Эльбёф, сочетался браком с Шарлоттой де Рошешуар де Мортемар (род. 1664), дочерью Людовика Виктора де Рошешуар, герцога Мортемарского и Антуанетты де Месме;
- Людовик Лотарингский (18.09.1662 — 04.02.1693), монах-цистерцианец, настоятель в аббатстве Оркамп;
- Эммануил Морис Лотарингский(30.12.1677 — 17.07.1763), 5 герцог д’Эльбёф, не оставил наследника, поэтому после его смерти герцогство д’Эльбёф перешло к Шарлю Эжену Лотарингскому, принцу де Ламбеск.

Овдовев во второй раз, 25 августа 1684 года Карл III де Гиз в третий раз женился на Франсуазе де Монтоль де Навей (1653—1717), дочери Филиппа II де Монтоль и Сюзанны де Бодэ. В этом браке родились два ребёнка:
- Сюзанна Генриетта Лотарингская (01.02.1686 — 19.10.1710), в ноябре 1704 года сочеталась браком с Фердинандом Карлом Гонзага-Неверским, герцогом Мантуанским и Монферратским.
- Луиза Анна Лотарингская, принцесса де Навей (10.07.1689 — 1762), монахиня-цистерцианка, настоятельница в аббатстве Сен-Санс.

Карл III Лотарингский имел также трёх внебрачных детей, среди которых был и Шарль-бастард Лотарингский (1645—1708).